# Stina Troest
Stina Troest (Copenaghen, 17 gennaio 1994) è un'ostacolista danese, membro dell'Athletics Club di Amager.

## Biografia

### Primi anni
Stina Troest ha cominciato con l'atletica da quando aveva tre anni, cominciando dalla categoria "miniatletik" (3-7 anni) ad Amager: sua madre aveva cominciato nello stesso luogo nel 1998.

### Carriera
Stina Troest ha vinto nel 2009 la sua prima medaglia al campionato danese, ottenendo l'argento nei 200 metri con un tempo di 25,43. Nel 2010 ha vinto i 400 metri ostacoli allo Youth Olympic Trials, il torneo non ufficiale per ragazzi tra i 16 ed i 17 anni (Mosca). Grazie a questa vittoria ha meritato l'accesso ai Giochi olimpici giovanili svoltisi ad agosto a Singapore.
In questi giochi, la Troest vince la batteria dei 400 metri ostacoli con un tempo di 59"35 migliorando di 7 centesimi il record danese giovanile detenuto da Sara Petersen. Nella finale vince l'argento con un tempo di 58"88, 47 centesimi dopo la francese Aurélie Chaboudez. A seguito dei risultati ottenuti nella stagione, la Troest ha ricevuto una sovvenzione dal fondo Gudmund Schack.
Il 12 luglio 2015 ha vinto la medaglia d'argento ai campionati europei under 23 di atletica leggera a Tallinn, Estonia.

### Genitori
Entrambi i genitori sono famosi ostacolisti. La madre Anita Sølyst detiene ancora il record danese junior nell'eptathlon ed ha vinto i 400 metri ostacoli nel 1977. Il padre, Jørgen Troest, ha vinto i 400 metri ostacoli nel 1984 e 1985.

## Palmarès
| Anno | Manifestazione      | Sede           | Evento          | Risultato  | Prestazione | Note                                     |
| ---- | ------------------- | -------------- | --------------- | ---------- | ----------- | ---------------------------------------- |
| 2010 | Olimpiadi giovanili | Singapore      | 400 m hs        | Argento    | 58"88       | Miglior prestazione personale            |
| 2013 | Europei U20         | Rieti          | 400 m hs        | Bronzo     | 57"41       | Miglior prestazione personale            |
| 2014 | Mondiali indoor     | Sopot          | 800 m piani     | Batteria   | 2'02"95     | Miglior prestazione personale            |
| 2014 | Europei             | Zurigo         | 400 m hs        | Semifinale | 56"81       |                                          |
| 2015 | Europei indoor      | Praga          | 800 m piani     | Semifinale | 2'10"25     |                                          |
| 2015 | Europei U23         | Tallinn        | 400 m hs        | Argento    | 56"01       | Miglior prestazione personale            |
| 2015 | Mondiali            | Pechino        | 400 m hs        | Semifinale | 56"13       |                                          |
| 2016 | Europei             | Amsterdam      | 400 m hs        | 7ª         | 56"34       |                                          |
| 2016 | Giochi olimpici     | Rio de Janeiro | 400 m hs        | Semifinale | 56"00       | Miglior prestazione personale stagionale |
| 2017 | Europei indoor      | Belgrado       | 800 m piani     | 5ª         | 2'02"93     |                                          |
| 2022 | Europei di cross    | Venaria Reale  | Staffetta mista | 8ª         | 17'47"      |                                          |

## Campionati nazionali
2014
- Oro ai campionati danesi, 400 m hs - 55"81

2015
- Argento ai campionati danesi, 400 m hs - 57"49

2022
- Argento ai campionati danesi, 1500 m piani - 4'19"96

## Altre competizioni internazionali
2022
- 38ª alla Mezza maratona di Copenaghen ( Copenaghen) - 1h17'41"